# Santa Margherita d’Antiochia (Montefiascone)

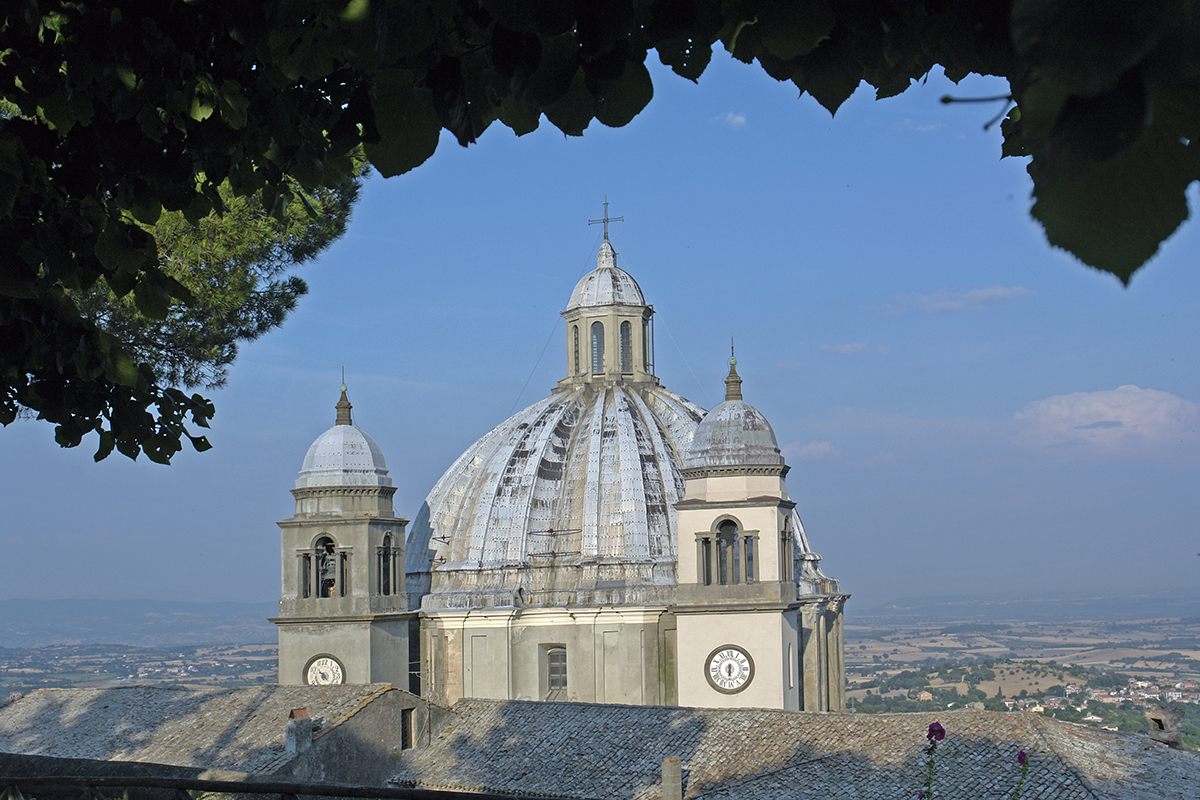
Santa Margherita

Santa Margherita d’Antiochia ist eine römisch-katholische Kirche in Montefiascone in der italienischen Region Latium. Die Konkathedrale des Bistums Viterbo trägt den Titel einer Basilica minor und ist der Stadtpatronin Margareta von Antiochia gewidmet. Die im 17. Jahrhundert fertiggestellte Renaissancekirche war die Kathedrale des früheren Bistums Montefiascone, aus dem das Titularbistum Mons Faliscus hervorging.

## Geschichte

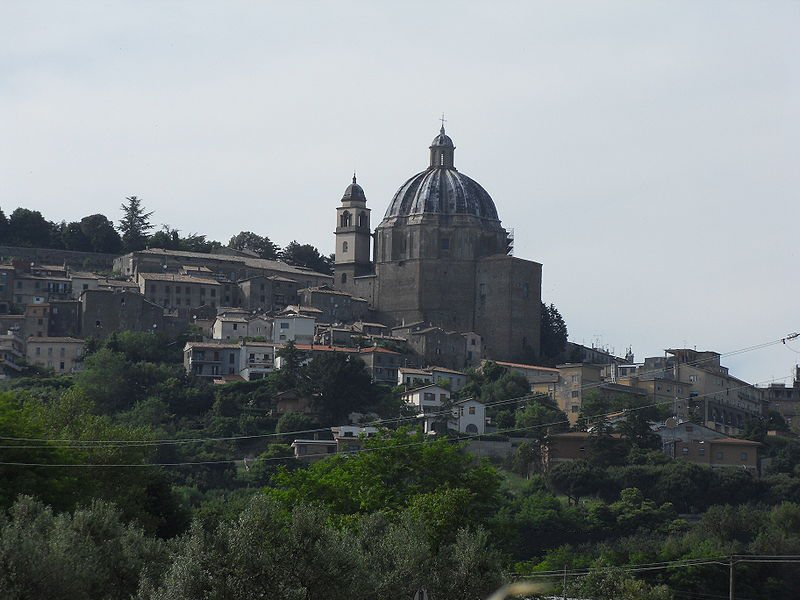
Chorseitige Ansicht

Eine 1330 erstmals erwähnte Kirche Santa Margherita wurde durch Papst Urban V. mit der Gründung des Bistums Montefiascone 1369 zur Kathedrale erhoben. Kardinal Domenico della Rovere ordnete 1478 den Bau einer neuen Kathedrale an, der 1483 mit der Krypta durch den Baumeister Antico di Stefano begonnen wurde. Nach verschiedenen Unterbrechungen wurden die Arbeiten 1519 unter dem Architekten Michele Sanmicheli wieder aufgenommen, der Bau wurde jedoch erst zu Beginn des 17. Jahrhunderts mit einem Holzdach auf dem Tambour abgeschlossen. Der Architekt Paolo Gazola entwarf die zwischen 1630 und 1660 errichtete Fassade, deren Glockentürme aber erst 1843 fertiggestellt wurden. Nach einem Brand 1670 wurde der Bau der Kuppel nach neuen Plänen von Carlo Fontana neu begonnen und 1680 abgeschlossen.
Im Februar 1943 wurde die Kathedrale von Papst Pius XII. zur Würde einer Basilica minor erhoben. Mit Zusammenlegung der Bistümer 1986 wurde die Kirche zur Konkathedrale.

## Architektur
Die Kathedrale im historischen Zentrum hat den Grundriss eines Oktogons, das mit dem rechteckigen, tonnengewölbten Eingangsbereich und dem quadratische Chorraum mit Kreuzgewölbe und Apsis etwa geostet ist. Die Fassade mit einem Tympanon auf ionischen Säulen wird von zwei seitlich vorspringenden Glockentürmen mit bleigedeckten Kuppeln eingerahmt und ist mit Statuen der Schutzpatrone der Stadt, St. Flavianus und St. Margaretha. dekoriert. Die Chorseite ist in der Landschaft weithin sichtbar.
An den sechs freien Seiten des Oktogons sind halbkreisförmige Kapellen mit Altären platziert, die von Halbkuppeln bedeckt sind. Die erste Etage ist mit toskanischen Pilastern gestaltet. In der zweiten Etage als Tambour sind die Seiten mit ionischen Pilastern jeweils dreifach gegliedert, deren breitere Mittelteile mit Fresken geschmückt und Fenstern versehen sind. Die darüber liegende Balustrade führt zur großen, gerippten Kuppel mit einem Durchmesser von 27 Metern, abgeschlossen von einer Laterne mit einem Kreuz auf Höhe der Glockentürme.

## Ausstattung

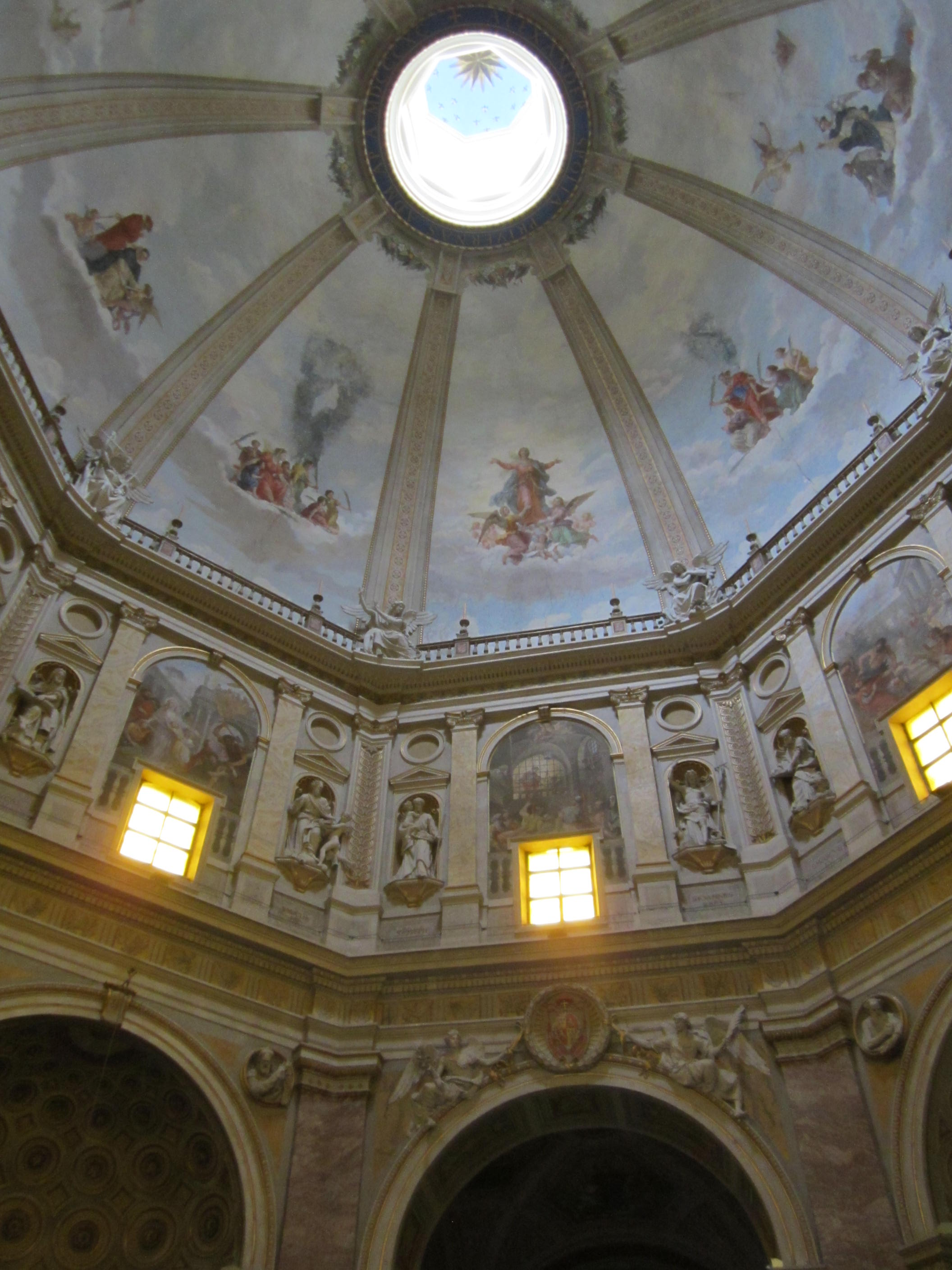
Innenseite der Kuppel

Der Hauptaltar mit der um drei Stufen angehobenen, großen Ädikula wird vom hölzernen Chorgestühl eingerahmt. Die Kathedrale ist mit mehreren Fresken, Gemälde und 40 Statuen von Luigi Fontana aus den 1890er Jahren ausgestattet. Eine Marmorbüste der Santa Margherita wird Arnolfo di Cambio zugeschrieben. Bedeutsam ist neben den Reliquien der im 3. Jahrhundert in Antiochia gemarterten Margareta das Holzkruzifix.